# 飯塚俊男
飯塚 俊男（いいづか としお、1947年9月19日 - ）は、日本の映画監督。

## 経歴
1947年9月19日、群馬県前橋市に生まれる。前橋高校から東北大学法学部に進み、在学中の1969年より、小川紳介主宰の小川プロダクションに所属し、『三里塚』シリーズの製作に携わる。1991年、『映画の都 山形国際ドキュメンタリー映画祭'89』で映画監督デビューを果たす。その後、小川プロダクションから独立し、1993年に『小さな羽音 チョウセンアカシジミ蝶の舞う里』を監督する。同作は文化庁優秀映画作品賞を受賞した。1994年、製作会社のアムールを設立する。

## フィルモグラフィー

### 映画
- 峠（1978年） - 助監督
- 1000年刻みの日時計 牧野村物語（1987年） - 助監督
- 日本解放戦線 三里塚（1970年） - 製作
- 三里塚 第三次強制測量阻止斗争（1970年） - 製作
- 三里塚 第二砦の人々（1971年） - 製作
- 三里塚 若山に鉄塔が出来た（1972年） - 製作
- 三里塚 辺田部落（1973年） - 製作
- どっこい! 人間節 寿・自由労働者の街（1975年） - 製作
- 三里塚 五月の空 里のかよい路（1977年） - 製作
- 牧野物語 養蚕篇 映画のための映画（1977年） - 製作
- 映画の都 山形国際ドキュメンタリー映画祭'89（1991年） - 監督・編集
- 小さな羽音 チョウセンアカシジミ蝶の舞う里（1993年） - 監督
- 土と木の王国 青森県三内丸山遺跡'94（1995年） - 監督
- 一万年王国 青森県縄文文化（1996年） - 監督
- 縄文うるしの世界 青森三内丸山遺跡'98（1999年） - 監督・構成
- 映画作りとむらへの道（1999年） - 製作
- 満山紅柿 上山 柿と人とのゆきかい（2001年） - 助監督
- 菅江真澄の旅（2002年） - 監督
- 稲と環境（2004年） - 監督
- 映画の都 ふたたび（2008年） - 監督・編集・製作
- 街のひかり 深谷シネマ物語（2010年） - 監督
- プッチーニに挑む 岡村喬生のオペラ人生（2012年）[5] - 監督
- 宮戸 復興の記録 2011-2013（2014年） - 監督
- 陸軍前橋飛行場 私たちの村も戦場だった（2018年） - 監督